# Soholm (Sydslesvig)
Soholm er en landsby beliggende ved Soholm Å syd for Læk i det nordvestlige Sydslesvig. Administrativt hører landsbyen under Enge-Sande kommune i Slesvig-Flensborg kreds i den nordtyske delstat Slesvig-Holsten. Soholm var en selvstændig kommune, inden den blev sammenlagt med Enge, Engehede, Knorborg, Sande og Skardebøl under kommunalreformen 1974. I kirkelig henseende hører Soholm under Enge Sogn. Sognet lå i Kær Herred (Tønder Amt, Sønderjylland), da området tilhørte Danmark.
Soholm er første gang nævnt 1462. På jysk skrives bynavnet Såholm. Stednavnet henføres til dyrnavnet so og -holm. Ifølge folkesagnet henføres stednavnet til stormfloden i 1362, hvor en død so skulle blive skyllet op på en holm. Soholm selv er beliggende på den højre gest tæt ved grænsen til marsken mod vest. Med under Soholm regnes Soholmmark og Klingbjerg. Syd for Soholm Å ligger landsbyerne Soholmbro (Bjerrum (Bargum) Kommune, Bjerrum Sogn) og Lilholm (Breklum Sogn), begge under Nørre Gøs Herred.